# 1654
Năm 1654 (số La Mã: MDCLIV) là một năm thường bắt đầu vào thứ năm trong lịch Gregory (hoặc một năm thường bắt đầu vào Chủ Nhật của lịch Julius chậm hơn 10 ngày).

## Sự kiện

### Tháng 11
- Trịnh Thành Công giải phóng Chương Châu, Lưu Quốc Hiên quy hàng quân Trịnh.
- Thuận Trị Đế phong Trịnh thân vương thế tử Tế Độ làm Định Viễn đại tướng quân và phái Tế Độ đem quân đến Chiết Giang, Phúc Kiến đánh dẹp Trương Hoàng Ngôn và Trịnh Thành Công.

## Sinh
- 4 tháng 5: Khang Hy, hoàng đế Trung Quốc